# Xenomystax
Xenomystax es un género de peces de la familia Congridae.

## Especies
- Xenomystax atrarius C. H. Gilbert, 1891
- Xenomystax austrinus D. G. Smith & Kanazawa, 1989
- Xenomystax bidentatus (Reid, 1940)
- Xenomystax congroides D. G. Smith & Kanazawa, 1989
- Xenomystax trucidans Alcock, 1894